# Hoth
A Hoth a Csillagok háborúja kitalált univerzumban egy fagyott bolygó.

## Helyzete
A Birodalom Külső Perem régiójában, a Corelli Kereskedelmi Útvonal közelében található, a galaxis központjától 50 250 fényévnyire. A Hoth rendszerhez tartozik. 

## Leírása
Egyike a hat bolygónak a Hoth rendszerben. Ez az egyetlen, amelyiken élővilág is van. 
A Korai Köztársasági felderítői szerint barátságtalan, fagyos világ, amit aktív meteortevékenység jellemez, ez a bolygó űrbeli környezetében a navigációt igen veszélyessé teszi.
Gyenge napja alig melegíti, ennek megfelelően a napi középhőmérséklet -32 °C, a külső hőmérséklet éjszaka akár -60 fokra is leesik. Rossz idő esetén jégviharok söpörnek végig rajta. Jó időnek számít, ha csak havazik.

## Élővilága
Az első felderítők már észlelték élet nyomait a bolygón, de a Régi Köztársaság nem törekedett rá, hogy dokumentálja a havas bolygó élőlényeit.
Az élet kialakulásához és fennmaradásához nagyban hozzájárul a bolygó három holdjának erőteljes vonzó hatása. A hatalmas árapályerők hatására a mélyben lévő jég elmozdul, összetömörül és recsegve törik. Az algában és egysejtű primitív élőlényekben gazdag tengervíz a jég nyomásának engedelmeskedve a levegőbe spriccel, természetes jégtornyokat hozva létre. Ezek magassága eléri az 50 métert. A felszínre került és jégbe szorult szerves anyag a jégféreg számára szolgál táplálékul. A jégféreg elfogyasztja a szerves anyagot és eközben apró járatokat fúr a jégbe, amin a szél keresztülsüvít. Ez furcsa, kilométerekre elhallatszó hangokat kelt. A jégoszlop közelében a hang annyira hangos és átható lehet, hogy az szinte megőrjíti az ott tartózkodókat.
A jégférgeket gyors mozgású, hosszú, érdes nyelvű egerek falják fel. Egy jégen mászó nagyobb állat, a jégkaparó (angolul: „ice scrabbler”) megeszi az egereket és a férgeket is.

### Tauntaun
Az 1,3-2 méter magas, szelíd tauntaun (vagy hógyík) a Hoth legmegszokottabb életformája. Ez a kis csordákban kóborló, két lábon járó, szarvakkal rendelkező növényevő a jeges világban él (csak a nősténynek vannak szarvai). A tauntaun érzékeny szaglással rendelkezik, a többi itt élő állathoz hasonlóan. Keresi és megtalálja a Hoth disznók által (lásd lejjebb: a „vulkánosság” szakaszban) fellelt kisebb barlangokat. Rúgással és ökleléssel ledönti a jégbarlangok falát és így hozzájut az ott lévő növényi élelemhez. A tauntaun alapjában véve hüllő, testhőmérséklete alacsony. Fehéres-szürke, hőszigetelő bunda borítja, vére fagyálló tulajdonságú. Egyfajta speciális olajat választ ki, amivel bundája hőszigetelését tovább javítja, valamint vizelete is ilyen tulajdonságú. Mindezek szaga az ember számára taszító. A csordák azonban területük megjelölésére is használják. Párválasztás idején a nagyobb testű nőstények versengenek a kisebb testű hímekért. Szarvukkal összecsapnak és gyakran meglepően pontosan köpnek is. 
A tauntaun meglehetősen nagy sebességgel tud haladni a Hoth egyenetlen talaján. Ha teljes sebességgel halad, nehéz utolérni.
Hacsak az időjárás vagy az éjszaka nem készteti rá, a tauntaun nem szeret sokáig egy helyben lenni. Éjszaka általában az utoljára frissen kiásott jégbarlang védelmébe húzódik.
A Lázadók Szövetségének katonái képesek voltak foglyul ejteni jó néhány tauntaunt, megszelídíteni és nyerget adni rájuk (miután T-47-es járműveik felmondták a szolgálatot a rendkívüli hidegben).

### Vampa
A jámbor tauntaunok léte lehetővé teszi a Hoth bolygó csúcsragadozójának létezését – és ez a vampa. 
A vampa nagyjából 2 méter magas, testét hosszú, sűrű, fehér szőr borítja, és a jeges környezethez messzemenően alkalmazkodott. Fején oldalra álló szarvak vannak. Húsevő. Egy vagy több jégbarlangban lakik. Éles karmai és fogai vannak. Többnyire nappal vadászik, ritkábban éjszaka is. Ha lehetséges, a vampa támadáskor nem öli meg áldozatát, csak elkábítja az ütésével. A vampa ugyanis szereti az élő, friss húst, továbbá nem mindig éhes, ezért szerencsétlen áldozatát egyik barlangjába cipeli és a plafon jegéhez rögzíti oly módon, hogy a jeget megolvasztja a láb körül, majd amikor az visszafagy, az áldozat a jég fogságában marad, fejjel lefelé lógva. Ez lehetővé teszi a vampa számára, hogy szabadon mozogjon, és még nappal visszatérjen vadászni.

## Vulkánosság
A bolygó bizonyos pontjain vulkáni aktivitás figyelhető meg, itt forró víz és gőz tör a felszínre. Ez ásványi anyagokat és további algamennyiséget dob a felszínre. Gombák és zuzmók telepednek meg ezeken a vulkáni lerakódásokon, ha a szél erre a területre sodorja a spórájukat. A szél elől védett jégbarlangok mélyén lassan növények növekednek a régen ott lévő ásványi rétegen. 
Ezek alapvető élelmet biztosítanak a mindenevő Hoth disznó számára. A Hoth disznó a „jégen mászók”-hoz hasonló, de nagyobb testű állat. Csoportokat alkot. Nyelvével a levegőbe szimatolva megérzi a meleg légáramlásokat, ezek pedig elvezetik a jégbarlangokhoz, ahol éles karmaival ki tudja ásni a növényeket akár a jég alól is.

## Csempészet
A Hoth bolygó közelsége a kereskedelmi útvonalakhoz és a meteorok által nyújtott „védelem” ide vonzotta az első idegen látogatókat: kalózokat és csempészeket. A legtöbb martalóc csak rövid ideig marad. 
Egy ilyen kalóz, Raskar kapitány kénytelen volt hajóját maga javítani, ezért több időt töltött ott. Egy alkalommal a Hoth eddig nem ismert élőlényét látta, a sárkánycsigát. A lényt talán a lebegő hajó által keltett vibráció vonzotta oda. Egy kígyószerű élőlény emelkedett fel előtte, sima, szürke bőréről sziporkázó jégcseppek hulltak alá. Raskar nem fordított figyelmet a részletek tanulmányozására, de a Mrlsst bolygó egyik egyeteme így is szép summát fizetett neki a hajó érzékelőinek felvételéért. A sárkánycsiga léte azt jelzi, hogy a bolygó rejtett óceánjának sötétjében más állatok is létezhetnek. 

## Története
Luke Skywalker és C-3PO a Yavini csata után bukkantak rá a bolygóra. A Lázadók Szövetsége elhatározta, hogy bázist létesítenek itt, mivel közel van a Corelli Kereskedelmi Útvonalhoz, de a látogatók száma csekély. A lázadók előtt a bolygót hasonló céllal keresték fel csempészek, kalózok és mások is. Valójában az Echo Bázis egy Mon Calamari kalóz, Salmakk rejtekhelyének kibővítéseként jött létre. A Lázadók bázisát néhány birodalmi probot fedezte fel. A birodalmiak támadása után, melyben AT-AT-k és gyalogosok vettek részt, a Lázadók nagy veszteségek után elmenekültek.

## Megjelenése a Csillagok háborúja filmekben
A Birodalom visszavág részben látható.

## Filmezési helyszín
A jégbolygón játszódó külső jelenetek nagy részét a nyugat-norvégiai Hardangerjøkulen gleccser közelében vették fel.

## Fordítás
- Ez a szócikk részben vagy egészben  a   Hoth című angol Wikipédia-szócikk fordításán alapul.  Az eredeti cikk szerkesztőit annak laptörténete sorolja fel. Ez a jelzés csupán a megfogalmazás eredetét és a szerzői jogokat jelzi, nem szolgál a cikkben szereplő információk forrásmegjelöléseként.